# Лактон
Лактоны — внутренние циклические сложные эфиры гидроксикислот, содержащие в кольце группу —C(O)O—:

## Типы лактонов
В зависимости от типа оксикислот, образующих лактоны, различают β-, γ-, δ-, ε-лактоны и т. д., например: β-пропиолактон (I, tкип 155 °C), γ-бутиролактон (II, tкип 203—204 °C), δ-валеролактон (III, tкип 218—220 °C):

## Синтез
К лактонам можно применить способы синтеза сложных эфиров. В синтезе оксандролона одной из ключевых стадий формирования является этерификация.
Основной метод синтеза лактонов включает циклизацию окси- или галогенокислот — X-(CH2)nCOOH, где Х=ОН или галоген.
Специальные методы включают в себя этерификацию Ямагучи, окисление Байера-Виллигера и нуклеофильное абстракции.

### Синтез γ-Лактонов из жирных спиртов и акриловой кислоты
γ-Лактоны γ-окталактон, γ-ноналактон, γ-декалактон, γ-ундекалактон можно получить в одну стадию по реакции радикального присоединения первичных жирных спиртов к акриловой кислоте, катализатором является дитретбутилпероксид.

## Свойства
Лактоны обладают многими свойствами нециклических сложных эфиров; например, при нагревании с кислотами или щелочами они гидролизуются в соответствующие оксикислоты, с аминами дают амиды, полимеризация лактонов приводит к линейным полиэфирам [-(CH2)nCOO—]x (размыкание кольца происходит по связи С—О);
β-Лактоны при нагревании распадаются на двуокись углерода и олефины. Высшие лактоны при повышенной температуре изомеризуются в непредельные кислоты.

## Применение
Лактоны используются в органическом синтезе, в производстве лекарственных и душистых веществ. Некоторые лактоны — биологически активные вещества, например, β-пропиолактон (стерилизующий агент).